# Ангермюллер, Моник
Моник Ангермюллер-Пёге (нем. Monique Angermüller-Pöge род. 27 января 1984 года в Берлине) — немецкая конькобежка. Участница зимних Олимпийских игр 2010 и 2014 года. 9-кратная чемпионка Германии.

## Биография
Моник Ангермюллер начала кататься на коньках в возрасте 7 лет в Берлине. Она хотела заниматься фигурным катанием, но из-за высокого роста и несоответствующего возраста ей не подошёл этот вид спорта.
Моник начала с 1993 года выступать за конькобежный клуб "Berliner TSC". В 1996 году стала участвовать в юниорских чемпионатах Германии, а в 2001 году впервые завоевала 3-е место в многоборье и на дистанции 500 м, а также стала 2-й в беге на 3000 м. В 2002 году стала вице-чемпионом в многоборье на чемпионате Германии среди юниоров и дебютировала на чемпионате мира среди юниоров, а в 2003 году выиграла Национальный юниорский чемпионат в многоборье. С 2004 года перешла в команду "Ice Bears Juniors Berlin" под руководством Уве-Михаэля Хюттенрауха.
В Кубке мира дебютировала в сезоне 2004/2005 года. На чемпионате Германии ей долго не удавалось попасть на подиум и только в 2007 году заняла 3-е место в спринтерском многоборье. В 2008 году дебютировала на чемпионате мира на отдельных дистанциях в Нагано, где заняла 12-е и 13-е места на дистанциях 1500 и 1000 метров соответственно. В сезоне 2008/09 Моник заняла 2-е место в забеге на 1500 м и 3-е на 500 и 1000 м на чемпионате страны. 
На спринтерском чемпионате мира в Москве она поднялась на высокое 11-е место, а на чемпионате мира на отдельных дистанциях в Ванкувере заняла 5-е место в командной гонке, 9-е в беге на 1500 м и 11-е на 1000 м. Моник впервые выиграла звание чемпионки Германии в конце 2009 года, победив на дистанции 1000 м. 
С 2010 года выступала за команду "Ice Sportverein Berlin ’08". На спринтерском чемпионате мира в Обихиро она стала 27-й. На Олимпийских играх 2010 года в Ванкувере участвовала на трёх дистанциях. Стала 11-й на 500 м, 22-й на 1000 м, 13-й на 1500 м. На чемпионате Германии в ноябре она выиграла свой второй и третий титулы на дистанции 1500 м и 1000 м.
В 2011 году была первой на дистанциях 1000, 1500 м и третьей в беге на 500 м на чемпионате Германии, а в январе 2012 года впервые выиграла чемпионат Германии в спринтерском многоборье. На спринтерском чемпионате мира в Калгари она заняла 26-е место. В ноябре 2012 года вновь стала чемпионкой Германии на дистанциях 1000 и 1500 метров.
В декабре 2012 года Моник чувствовала себя вялой, усталой, а в январе 2013 года её состояние ухудшилось, и она прекратила соревнования. После медицинских исследовании у неё оказалась непереносимость гистамина и ей изменили диету.
В феврале 2013 года на чемпионате мира на отдельных дистанциях в Сочи заняла 4-е место в командной гонке, в ноябре в девятый раз завоевала золотую медаль на Национальном чемпионате, выиграв дистанцию 1500 м. На зимних Олимпийских играх в Сочи она стала 24-й на дистанции 1500 м и упала в забеге на 1000 м. В октябре 2014 года она объявила, что завершает карьеру спортсменки из-за проблем с коленями.

## Личная жизнь
Моник Ангермюллер - получила специальность экономист-инженер, её хобби - нырять с аквалангом. Она старший сержант Бундевсера и состояла в паре с бывшим бобслеистом Томасом Пёге.